# Kohila VK
Kohila Võrkpalliklubi est un club estonien de volley-ball fondé en 1999 et basé à Kohila, évoluant pour la saison 2016-2017 en Naiste Meistriliiga.

## Palmarès
- Championnat d'Estonie
  - Vainqueur : 2014, 2015, 2016[3]2017[4]
- Coupe d'Estonie
  - Vainqueur : 2013, 2016.
  - Finaliste : 2014, 2015[5]

## Effectifs

### Saison 2015-2016
| No                                       | Nom                                      | Date de naissance                        | Taille                         | Poids                          | Poste                          |
| ---------------------------------------- | ---------------------------------------- | ---------------------------------------- | ------------------------------ | ------------------------------ | ------------------------------ |
| 1                                        | Kertu Laak                               | 21 février 1998                          | 188                            | 78                             | Attaquante                     |
| 2                                        | Käroli Kärdi                             | 3 mai 1992                               | 175                            | 63                             | Réceptionneuse-attaquante      |
| 3                                        | Julija Mõnnakmäe                         | 7 novembre 1990                          | 176                            | 64                             | Passeuse                       |
| 4                                        | Hanna Õunpuu                             | 29 avril 1996                            | 183                            | 76                             | Centrale                       |
| 5                                        | Laura Parts                              | 22 juin 1997                             | 185                            | 75                             | Centrale                       |
| 6                                        | Marie Aasorg                             | 29 juin 1991                             | 180                            | 61                             | Centrale                       |
| 7                                        | Iryna Brezgun                            | 1er mai 1991                             | 186                            | 70                             | Réceptionneuse-attaquante      |
| 8                                        | Karmen Mereküla                          | 25 juin 1998                             | 174                            | 70                             | Passeuse                       |
| 9                                        | Merike Errit                             | 5 novembre 1992                          | 171                            | 58                             | Réceptionneuse-attaquante      |
| 10                                       | Kateryna Dudnikova                       | 29 juin 1992                             | 185                            | 80                             | Réceptionneuse-attaquante      |
| 11                                       | Helle-Maris Siilak                       | 12 octobre 1996                          | 172                            | 70                             | Réceptionneuse-attaquante      |
| 12                                       | Nea Haatainen                            | 26 septembre 2000                        | 180                            | 64                             | Attaquante                     |
| 13                                       | Katleen Kangur                           | 9 octobre 1995                           | 167                            | 70                             | Libero                         |
| 14                                       | Pille Vahtra                             | 21 avril 1990                            | 172                            | 63                             | Libero                         |
| 15                                       | Eliisa Peit                              | 27 mars 1991                             | 182                            | 67                             | Centrale                       |
| 16                                       | Nette Peit                               | 27 mars 1992                             | 177                            | 70                             | Réceptionneuse-attaquante      |
|                                          |                                          |                                          |                                |                                |                                |
| Encadrement technique                    | Encadrement technique                    |                                          | Légende                        | Légende                        | Légende                        |
| Entraîneur : Peeter Vahtra               | Entraîneur : Peeter Vahtra               | Entraîneur : Peeter Vahtra               | : Capitaine                    | : Capitaine                    | : Capitaine                    |
| Entraîneur(s) adjoint(s) : Ingrid Kangur | Entraîneur(s) adjoint(s) : Ingrid Kangur | Entraîneur(s) adjoint(s) : Ingrid Kangur | : Joueuse blessée actuellement | : Joueuse blessée actuellement | : Joueuse blessée actuellement |